# Shearella browni
Shearella browni là một loài nhện trong họ Tetrablemmidae.
Loài này thuộc chi Shearella. Shearella browni được Shear miêu tả năm 1978.